# 糸東流
糸東流又稱師東流是空手道的一個流派，由摩文仁賢和創立。這個流派繼承了空手道古代流派首里手和那霸手雙方的特點合併發展而成。糸東流與松濤館流、剛柔流、和道流並稱為現代空手道的「四大流派」。
始祖摩文仁賢和從糸洲安恒那裡學習了首里手，又從東恩納寬量那裡學習了那霸手。退役以後成為沖繩縣警察，隱居於地方，潛心研究首里手、那霸手之外的型和技法。摩文仁賢和學習了空手道的松村派、新垣派等流派以及日本本土的神傳不動流柔術，又學習了琉球古武術中的棒術和釵術，最終於1934年在大阪設立道場，創立了糸東流。
糸東流的技法不僅僅是踢技，還包括了投技和逆技，其特點是以「守、破、離」三字來總結，即對型的忠實遵守而後應用最後獨立，以此獨特的方法來修行空手道。
摩文仁賢和非常重視精神上的教育，他經常標榜糸東流的拳法是「君子之拳」。其子摩文仁賢榮時期，糸東流發展至世界多個國家及城市，現時由第三代傳人摩文仁賢雄承繼為宗家。

## 術語
- Seiretsu : 列隊
- Seiza : 正座
- Mokuso : 冥想
- Kaimoku : 開目
- Shomen Ni Rei : 向正面行禮
- Sensei Ni Rei : 向老師行禮
- Kiritsu : 站立
- Rei : 行禮

### 步型
- Heisoku Dachi : 並足立
- Musubi Dachi : V字立
- Heiko Dachi : 並行立
- Uchi Hachiji Dachi : 內八字立
- Soto Hachiji Dachi : 外八字立
- Neko Ashi Dachi : 貓足立
- Tsuru Ashi Dachi : 鶴足立
- Zenkutsu Dachi : 前屈立
- Kakutsu Dachi : 後屈立
- Moto Dachi : 基本立
- Kosa Dachi : 交叉立
- Shiko Dachi : 四股立
- Sanchin Dachi : 三戰步

## 型
型（Kata）即為「套拳」，它是由先輩從空手道招式中揀選出最為的精華部分因而創出特地的型式。

### 基本型
亦稱 —— 平安型（Heian Kata），意為可以用來防身及保平安，屬於首里手（Shuri-te），由系洲安恆先生（Ankoh Itosu）於1905年創立以作為當時初中學生體育課的武術練習。
平安型分為五套：
- 平安初段
- 平安二段
- 平安三段
- 平安四段
- 平安五段

### 指定型
征遠鎮（Seienchin），屬於那霸手（Naha-te），由東恩納寬量先生（Kanryo Higaonna）所創立。
拔砦大（Bassai-Dai），意為將敵人的要塞攻破，屬於首里手（Shuri-te），由系洲安恆先生（Ankoh Itosu）所創立
征遠鎮 與 拔砦大 需要達到褐帶程度方可學習，是「世界空手道聯盟 」World Karate Federation (WKF) 八套指定型的其中之二。

### 氣功型
三戰（Sanchin）是空手道系東流創始人「摩文仁賢和」先生的恩師「東恩那寬量」先生在中國研習拳法時學習得來，亦名為 —— 「三進」。
轉掌（Tenshow）亦是由空手道系東流創始人「摩文仁賢和」先生的恩師「東恩那寬量」先生在中國研習拳法時學習得來，改編自少林派的「六氣手」。

### 進修型
- 拔砦小 BASSAI SHO
- 二十四 NISEISHI
- 心波 SHINPA
- 公相君小 KOSOKUN SHO
- 十六 JYUROKU
- 松風 MATSUKAZE
- 公相君大 KOSOKUN DAI
- 慈恩 JION
- 五十四步 GOJUSHIHO
- 一百零八 SUPARIMPAI
- 松村拔砦 MATSUMURA BASSAI
- 二十八步 NIPAIPO
- 北谷屋良公相君 CHATANYARA KUSHANKU
- 松村鷺牌 MATSUMURA ROHAI
- 十三 SEISAN
- 鎮東 CHINTO
- 肘之形 HIJI NO KATA
- 來留破 KURURUNFA
- 內步進初段 NAIFANCHIN SHODAN
- 內步進二段 NAIFANCHIN NIDAN
- 泊拔砦 TOMARI BASSAI
- 四方公相君 SHIHO KOSOKUN
- 擊碎一 GETSAI DAI ICHI
- 擊碎二 GETSAI DAI NI
- 碎破 SAIFA
- 四向戰 SHISOHCHIN
- 十手 JITTE
- 慈允 JIIN
- 青柳 AOYAGI
- 壯鎮 SOCHIN
- 雲手 UNSHU
- 十八 SEIPAI
- 三十六 SANSEIRU

## 主要會派團體
- 糸東流空手道養秀會(宗家)
- 全日本空手道聯盟糸東諱
- 日本空手道會
- 日本空手道林派糸東流會
- 日本空手道糸洲會
- 糸東流修交會空手道聯合
- 賢友流空手道
- 本部派糸東流國場會
- 草野派糸東流拳法空手道會
- 谷派糸東流拳法空手道修交會
- 日本空手道正氣會
- 日本空手道陽明會
- 尚心派糸東流空手道聯盟
- 日本空手道井上派糸東流慶心會
- 日本空手道信川派糸東流會
- 日本空手道足立派糸東流壯真會
- 佐保派糸東流日本空手道拳和會
- 日本空手道明武會
- 大和流空手道大和會
- 村上派武育會